# Thiverval-Grignon
Thiverval-Grignon è un comune francese di 1 198 abitanti situato nel dipartimento degli Yvelines nella regione dell'Île-de-France. Esso ha dato i natali al pittore e scultore Paul Albert Bartholomé.

## Geografia fisica
Il territorio comunale è bagnato dalle acque del Ru de Gally.

## Monumenti e luoghi d'interesse
Situato nel cuore di un parco di 300 ettari (di cui 130 di terre agricole e 130 di bosco), chiusi da un lungo muro, il castello costruito a U in stile Luigi XIII (paramano in mattoni e pietre) è contornato da numerosi altri edifici composti da antichi edifici comuni e da installazioni più recenti a vocazione scientifica datati dal XIX secolo, poi dal XX e dall'inizio di quello attuale. 
Tutto questo complesso intra muros è classificato Monumento storico.

## Società

### Evoluzione demografica
Abitanti censiti

## Galleria d'immagini

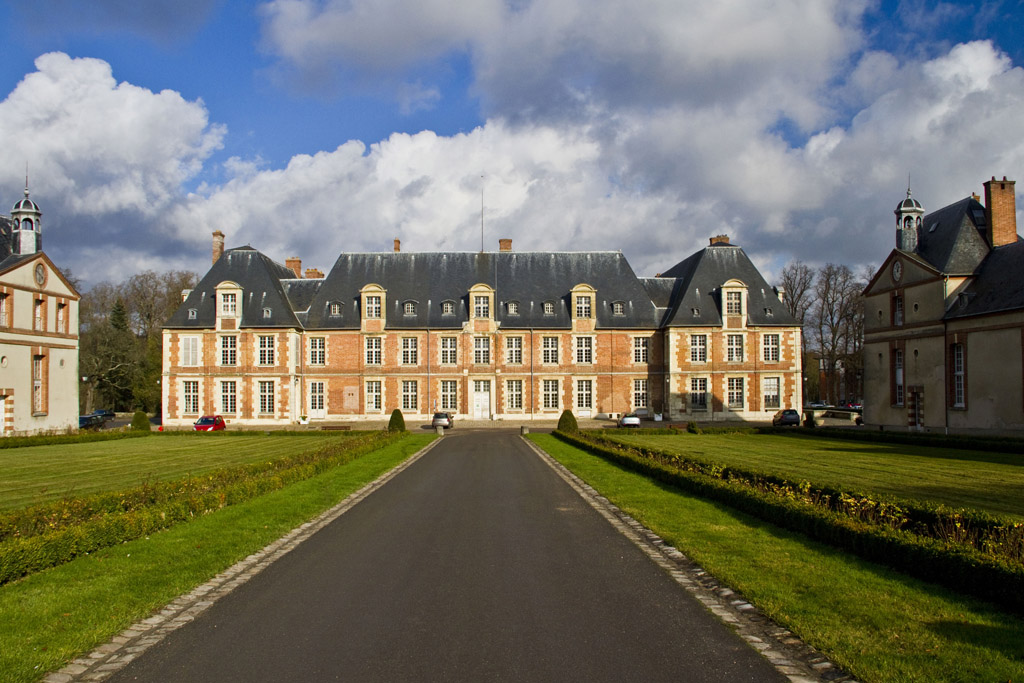
Il castello di Grignon
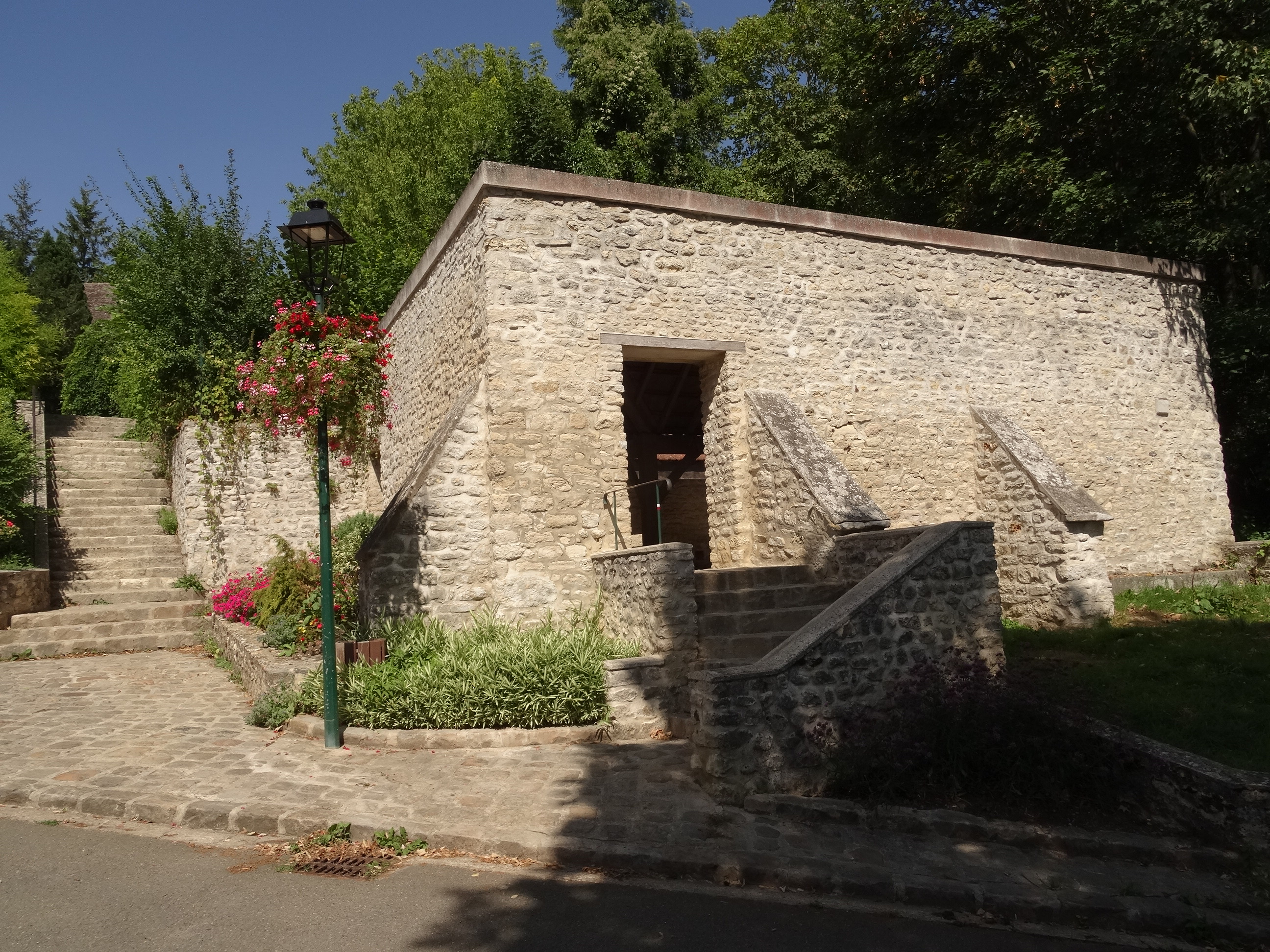
Il lavatoio di Thiverval
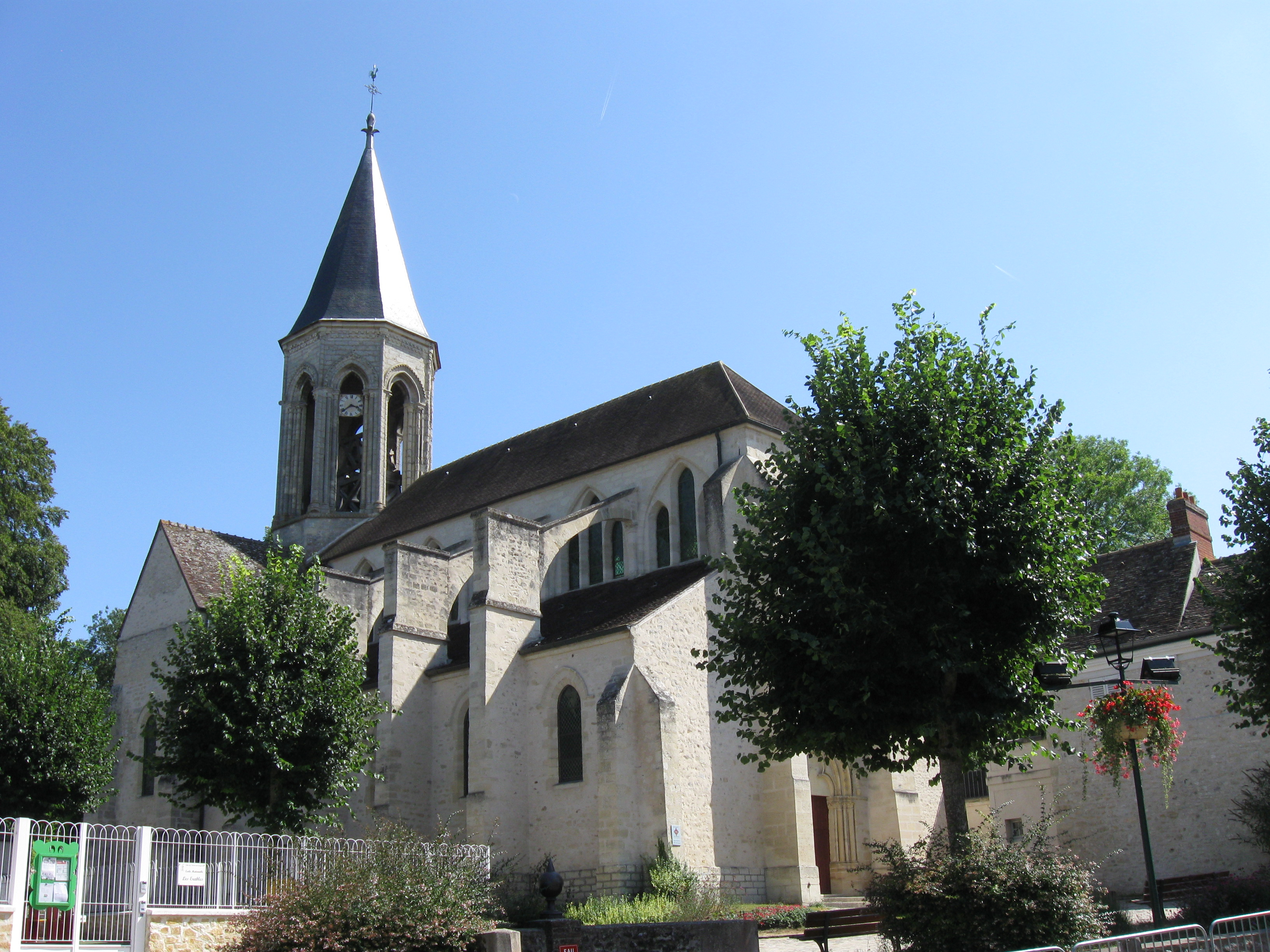
La chiesa di San Martino
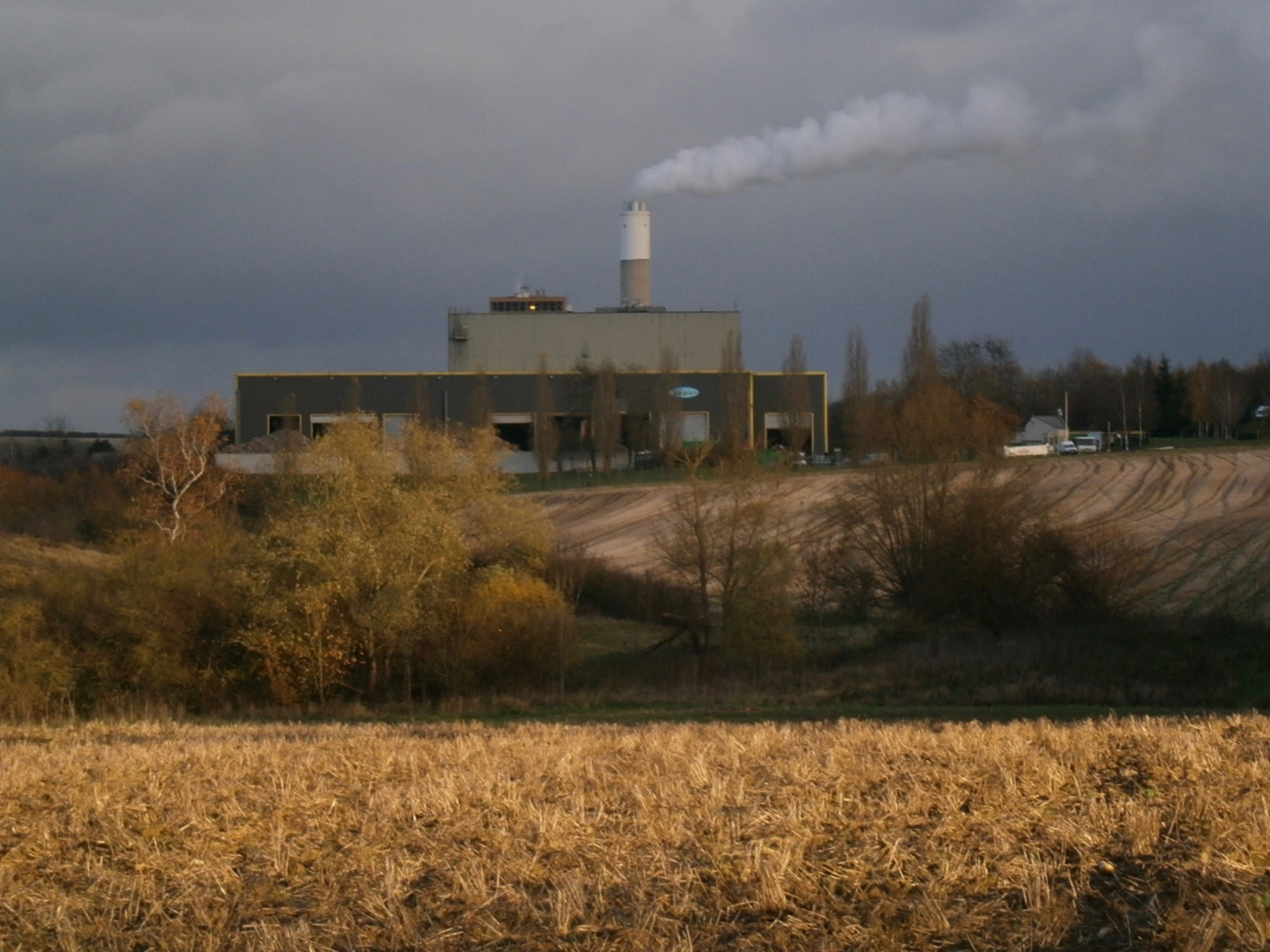
L'inceneritore